# Kostel svatého Michaela archanděla (Karlova Ves)
Kostel svatého Michaεla archanděla je římskokatolický kostel v Karlově Vsi v Bratislavě.
Na sklonku 18. století byla v Karlově Vsi postavena pozdně zděná kaple sv. Jana Nepomuckého. Šlo o malý jednolodní sakrální prostor s polokruhovou apsidou. Na průčelí kaple byly plastiky sv. Petra a sv. Pavla. Kaple měla vestavěnou dřevěnou věžičku. Při kapli byl umístěn i obecní hřbitov.
V roce 1935 kapli Jana Nepomuckého rozšířili, zmodernizovali a zasvětili sv. Michaεlu archandělovi. Jednolodní kostelík má půlkruhovou apsidu zaklenutou konchou, která je postavena na římse a na pilastrech se stylizovanými hlavicemi. Původní loď kaple i přístavba nové prostornější lodě mají železobetonový plochý strop. Na západní straně je vestavěná věžička s jehlancovou střechou.
Patří pod Karloveskou farnost minoritů – menších bratří konventuálů. Má kapacitu kolem 100 osob.